# Uroš Umek
Uroš Umek (* 16. Mai 1976 in Ljubljana, Jugoslawien, heute Slowenien) ist ein slowenischer DJ und Musikproduzent; sein Spitzname ist Fotr (Vater).

## Karriere
Er begann 1993 damit, in seiner Heimatstadt Techno-Partys zu organisieren; seine Arbeit trug wesentlich zur Popularität dieses Musikstils in Slowenien bei. Inzwischen ist er auch international bekannt. Auf dem DJ Magazine wurde er im Jahre 2007 auf Platz 29 der Top 100 der internationalen DJs gewählt. Umek war bekannt für seine legendären 3-Turntable-Sets, welche er mit Effekten untermalte. Dazu gehört das Liveset von der „I LOVE TECHNO 2001“ und „Mayday 2002“. Umek hatte sich der Digitaltechnik zugewandt
und eine Zeit lang mit Midicontroller und Ableton Live gespielt. Auch sein Stil durchlief verschiedene Phasen. Vom Tribal-Techno änderte er um 2005 seinen Stil zum Minimal Techno, bevor er zum Ende des Jahrzehnts mehr Tech House produzierte und auch auflegte. 
Heute spielt Umek wieder Techno und produziert sehr erfolgreich Musik. In den Beatport Techno-Charts stehen seine Veröffentlichungen regelmäßig in den Top 10.

## Labels
Seine ersten eigenen Labels waren Consumer Recreation,Recycled Loops und Astrodisco. Sein aktuellstes Label trägt den Namen „1605“ (sixteenofive), welches sich mehr mit Techno und Minimal befasst.

## Veranstaltungen
Er spielte auf wichtigen Veranstaltungen wie Mayday, Nature One, Loveparade und Time Warp Festival und tourte durch Australien und die Vereinigten Staaten. Seine Produktionen und Remixe zu Chris Liebing und anderen erscheinen auf Primate Recordings.

## Diskografie (Auswahl)
- Urtoxen EP – Black Nation (1998)
- Lanicor – Consumer recreation (1999)
- Diflevon EP – CLR (1999)
- Gluerenorm EP -Spiel-Zeug Schallplatten (2000)
- Oranozol – Jericho (2001)
- Mumps: Mechanisms M-P – Tortured Records (2001)
- Gatex – Magik Musik (2002)
- Tikonal – Novamute (2002)
- Neuro – Tehnika (2002)
- The Exorcisor – Recycled Loops (2003)
- Disconautiks 1 – STX Records (2004)
- Zulu Samurai – Recon Warriors (2004)
- Another Matter Entirely – Jesus Loved You (2006)
- I Am Ready EP – Astrodisco (2006)
- Overtake And Command – CodeX (2006)
- Akul – Audiomatique (2006)
- Posing as me – Earresistible Musick (2006)
- Carbon Occasions – Earresistible Musick (2007)
- Print this Story – Manual (2007)
- Umek & I turk: Anxious On Demand – Confused Recordings (2007)
- Pravim Haos – Cocoon Recordings (2009)

Remixe
- Ben Long: RMX Umek Potential 5
- Space DJz: RMX Umek Potential 6
- La Monde vs. Levatine: RMX Umek Monoid 21
- Jamie Bissmire & Ben Long: Ground 8
- Lucca: Mirrage / Umek rmx – Acapulco records
- Silence: Skin - Umek remix (Matrix Musik, 2005)
- Laibach (Band): Tanz Mit Laibach – Umek Rmx (Novamute)
- Depeche Mode: I feel Loved – Umek remix (Novamute, Pias)
- Nathan Fake: Outhouse – Umek Astrodisco rmx (Recycled Loops)
- Julian Jeweil: Air Conditionne – Umek remix (Skryptom)